# Everybody's Doing It (pel·lícula de 1938)
Everybody's Doing It és una pel·lícula de comèdia estatunidenca de 1938 dirigida per Christy Cabanne amb un guió de J. Robert Bren, Edmund Joseph i Harry Segall, basada en la història de George Beck. RKO va produir i distribuir la pel·lícula, estrenant-la el 14 de gener de 1938. La pel·lícula és protagonitzada per Preston Foster i Sally Eilers.

## Argument
Bruce Keene treballa al departament de publicitat de Beyers and Company, que produeix cereals, entre altres coses. El seu consum de beguda excessiu entra en conflicte amb la seva producció laboral. Ell i la seva promesa, Penny Wilton, que també treballa al departament de publicitat, creuen que es pot produir un augment de les vendes del cereal de Beyers si en Bruce dibuixa una sèrie de pictogrames per imprimir a les caixes de cereals durant un període de 30 setmanes. Els clients que resolguin els 30 pictogrames seran elegibles per competir per un premi de 100.000 dòlars. Willy Beyers, el president de l'empresa, accepta el concepte i es llança el concurs.
El concurs és molt reeixit, però en Bruce es cansa de crear un nou pictograma en les últimes setmanes del concurs. Reprèn el consum excessiu de beguda i la Penny, tement pel futur del seu promès, contracta un petit delinqüent, en Softy Blane, per fingir el segrest d'en Bruce i així, mentre estigui al camp, acabi la sèrie de pictogrames. En Blane treballa per en Steve Devers, un gàngster que s'ha interessat a manipular el concurs per guanyar els 100.000 dòlars. En Blane enganya la Penny, i realment segresta en Bruce, portant-lo a l'amagatall d'en Devers.
En Bruce, en captivitat, dibuixa pictogrames, que s'envien a Beyers, que expliquen la seva situació. La Penny entén les pistes i les utilitza per esbrinar on està retingut en Bruce. Ella porta la policia a l'amagatall, i després d'un tiroteig, en Bruce és rescatat. Reunit amb la seva promesa, promet reformar la seva manera de beure i es casa amb la Penny.

## Repartiment
- Preston Foster com Bruce Keene
- Sally Eilers com Penny Wilton
- Cecil Kellaway com Mr. Beyers
- Lorraine Krueger com Bubbles Blane
- Richard Lane com Steve Devers
- Guinn Williams as Softy Blane
- Arthur Lake com Waldo
- Frank M. Thomas com Charlie
- Herbert Evans com Grady
- Jack Carson com Tinent
- Fuzzy Knight com Gàngster
- Willie Best com Jasper

## Producció
El juny de 1937 es va anunciar que B. P. Schulberg i Vivienne Osborne havien estat contractats per la pel·lícula. A mitjans de novembre de 1937 la pel·lícula, encara coneguda pel seu títol provisional, Easy Millions, havia acabat la producció i es trobava a la sala de muntatge. Un article de Variety va enumerar Christy Cabanne com a director, així com William Sistrom com a productor. El guió va ser de J. Robert Bren, Edmund Joseph i Harry Segall, mentre que el director de fotografia va ser anunciat com a Paul Vogel. La llista del repartiment es va descriure com Preston Foster, Sally Eilers, Paul Guilfoyle, Cecil Kellaway i Lorraine Krueger. A principis de desembre el títol de la pel·lícula es va canviar a Everybody's Doing It, del seu títol provisional d' Easy Millions. A mitjans de desembre, es va anunciar que la pel·lícula seria estrenada el 14 de gener de 1938, i RKO va estrenar la pel·lícula en aquesta data. La National Legion of Decency va aprovar la pel·lícula per a tots els públics, qualificant-la de classe A-1.

## Recepció
Harrison's Reports va donar a la pel·lícula una ressenya mediocre, afirmant que la trama era "tan fina que, per tal d'ampliar-la amb un llargmetratge de llarga durada, el productor va haver d'utilitzar part del metratge en el tipus de bufetada més estúpid que es pugui imaginar". L'opinió de Motion Picture Daily era bastant tèbia, dient que la pel·lícula era una "fabricació barata que pot ser prou inusual per satisfer el gust moderat moderadament". El Motion Picture Herald va donar una ressenya molt ambigua, on no van elogiar ni van parlar negativament sobre la pel·lícula, sinó que van parlar de l'estructura de la pel·lícula i la relació amb les pel·lícules recents escrites en línies similars. També van vincular la trama de la pel·lícula amb un esquema publicitari recentment passat, anomenat "Gold Coast", que s'assemblava sorprenentment a l'actitud publicitària retratada a la pel·lícula. Finalment, la revista va comentar que la reacció de l'audiència a l'espectacle que van veure va ser "desigual".